# Witosza

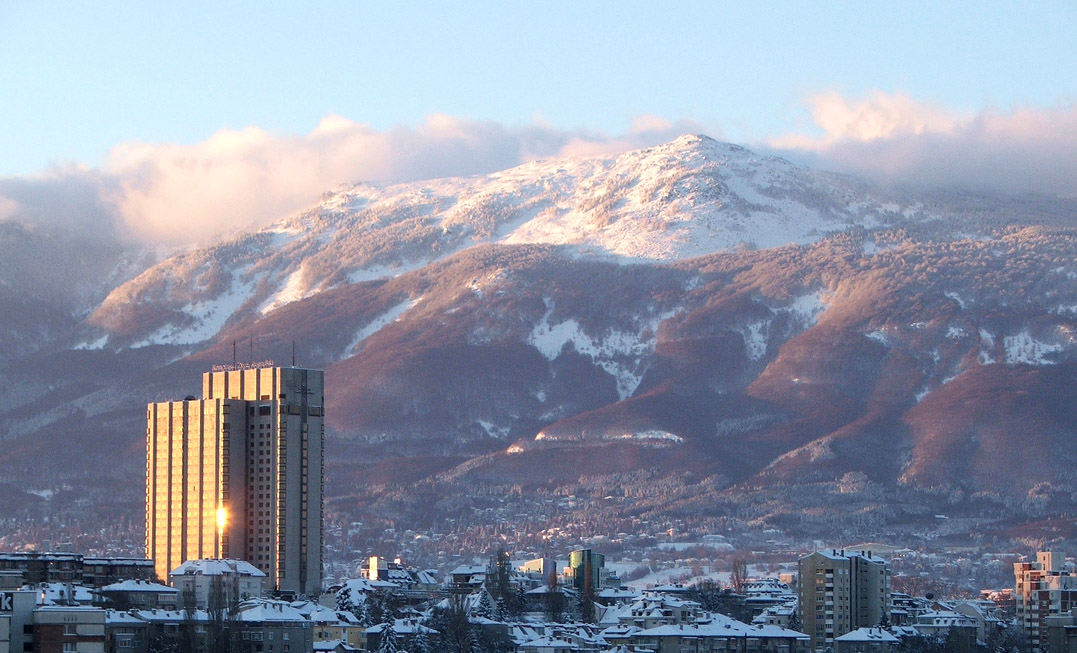
Widok masywu Witosza z Sofii

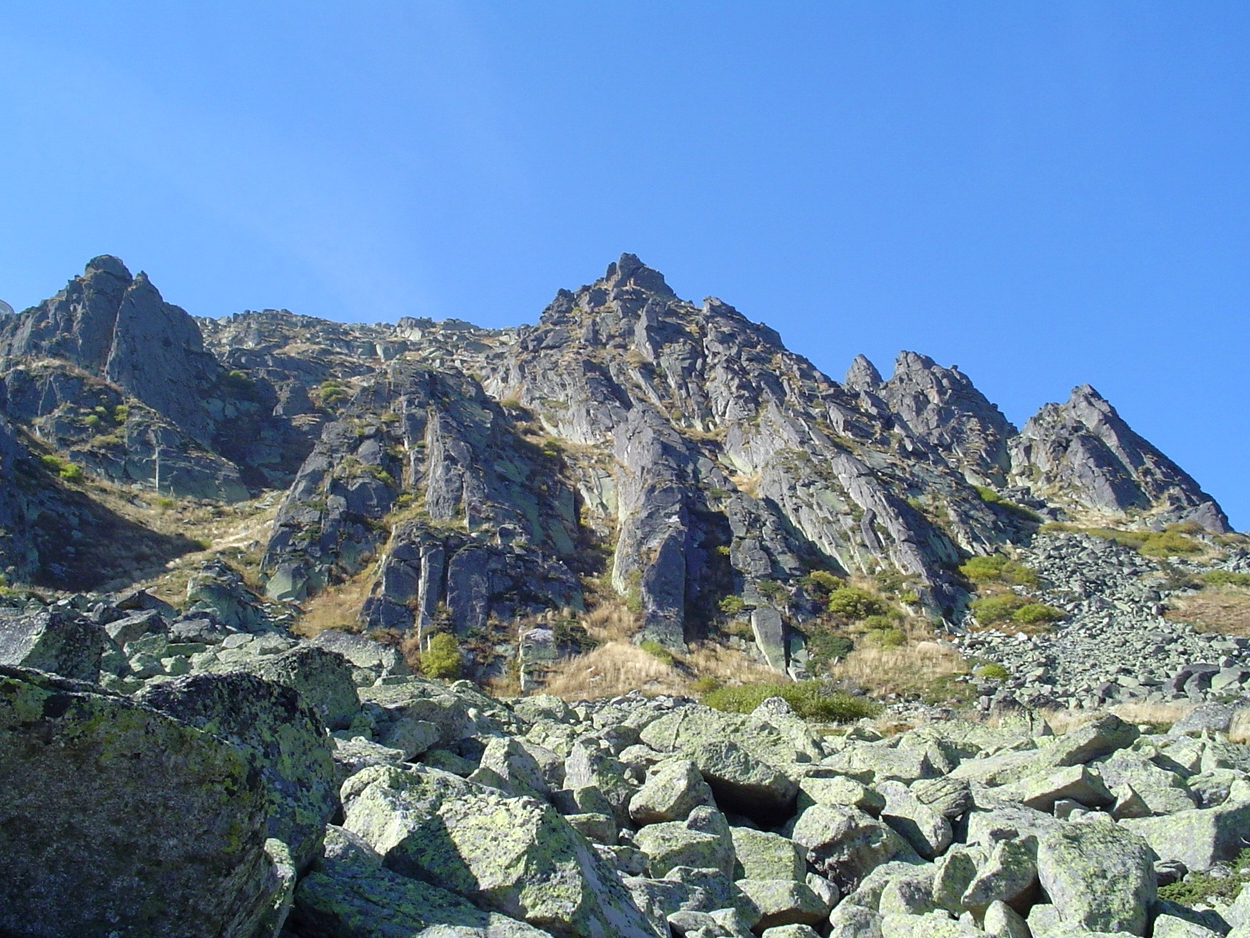
Golam rezen

Witosza (bułg. Витоша) – masyw górski w zachodniej Bułgarii na obrzeżach Sofii. Najwyższy szczyt Czarny Wierch wznosi się na 2290 metrów n. p. m., wysokość względna masywu Witosza dochodzi do 1100 metrów.
Dolne partie masywu porastają lasy iglaste z przewagą świerków i sosen. Na dużych wysokościach rozciąga się trawiasty płaskowyż. Znaczną część masywu zajmuje Obszar Chronionego Krajobrazu Witosza (Nature Park Vitosha).
Szczyty:
- Czarny Wierch – 2290 m,
- Golam rezen – 2277 m,
- Skoparnik – 2226 m,
- Karaczair – 2208 m,
- Kupena – 2196 m,
- Małyk rezen – 2191 m,
- Jarłowski Kupen - 2173 m,
- Golam Kotor - 2113 m,
- Samara – 2108 m,
- Ływczeto – 2052 m,
- Selimica – 2041 m,
- Siwa gramada – 2003 m,
- Sredec – 1969 m,
- Golam Kupen – 1930 m,
- Uszi – 1906 m,
- Czerna Skała – 1869 m,
- Kamen deł – 1862 m,
- Ostrec – 1836 m,
- Ostrica – 1696 m,
- Władajski Czerni Wrych – 1641 m,
- Kominite – 1620 m,
- Krasta – 1561 m,
- Petrus – 1454 m.